# Anders Gustafsson
Pour les articles homonymes, voir Gustafsson.
Anders Gustafsson est un kayakiste suédois pratiquant la course en ligne né le 7 avril 1979 à Jönköping.

## Palmarès

### Championnats du monde de canoë-kayak course en ligne
- 2009 à Dartmouth,  Canada
  -  Médaille d'argent en K-1 1000 m
  -  Médaille d'argent en K-1 500 m

- 2010 à Poznań,  Pologne
  -  Médaille d'or en K-1 500 m

### Championnats d'Europe de canoë-kayak course en ligne
- 2010 à Trasona  Espagne
  -  Médaille d'argent en K-1 500 m

- 2009 à Brandebourg  Allemagne
  -  Médaille d'or en K-1 500 m
  -  Médaille d'argent en K-1 1000 m